# Symbrenthia hydsudra
Symbrenthia hydsudra är en fjärilsart som beskrevs av Moore 1874. Symbrenthia hydsudra ingår i släktet Symbrenthia och familjen praktfjärilar. Inga underarter finns listade i Catalogue of Life.